# Blue Chips
Pour plus de détails, voir Fiche technique et Distribution.
Blue chips est un film américain réalisé par William Friedkin et sorti en 1994.

## Résumé
Pete Bell (Nick Nolte), l'entraîneur des Dolphins de Western University à Los Angeles, est constamment sous pression. Son équipe ne gagne plus aussi souvent qu’auparavant, et il a donc besoin d'attirer de nouveaux talents rapidement. Mais les meilleurs prodiges du basket-ball universitaire (appelés les « blue-chips ») rejoignent les autres universités, qui les payent secrètement. Ces pratiques sont interdites, et Pete s'en est toujours tenu à l'écart. Après avoir perdu une saison, Pete est contacté par Happy, qui lui propose de s’occuper de secrètement offrir des arrangements pour faire venir de nouvelles stars. Cela inclut d'offrir une nouvelle voiture à l'impressionnant Neon Boudeaux (Shaquille O'Neal), un travail et une maison à la mère de Butch McRae (Anfernee Hardaway) et un tracteur flambant neuf au père fermier de Ricky Roe (Matt Nover (en)) ainsi qu'un sac rempli de billets.
Pete découvre plus tard qu'un de ces plus anciens joueurs, Tony, a triché en répartissant les points d'un match, permettant aux parieurs de toucher gros. Pete est dégouté de ce qu'est devenu son équipe...
Au cours d'un match télévisé face à l'université d'Indiana, l'équipe numéro 1 du pays, Pete n'arrive plus à contenir sa culpabilité d'avoir triché. Après avoir remporté le match, il avoue tout le scandale lors de la conférence de presse et démissionne de son poste d'entraîneur.
L'épilogue, romancé, révèle que les Dolphins de Western University  ont été suspendus pendant 3 ans. Pete continue à entrainer, mais au niveau secondaire ; Tony est devenu professionnel en Europe ; Ricky s'est blessé et est rentré travailler à la ferme familiale ; Neon et Butch ont arrêté l'université et jouent dans la NBA.

## Fiche technique
- Titre : Blue Chips
- Réalisation : William Friedkin
- Scénario : Ron Shelton
- Musique : Jeff Beck et Nile Rodgers
- Photographie : Tom Priestley Jr.
- Montage : Robert K. Lambert & David Rosenbloom
- Production : Michele Rappaport
- Société de production et de distribution : Paramount Pictures
- Pays de production :  États-Unis
- Langue originale : anglais
- Format : Couleur - DTS - 35 mm - 1.85:1
- Genre : drame, sport
- Budget : 35 000 000 $
- Durée : 108 minutes
- Dates de sortie : 
  - États-Unis : 18 février 1994
  - France : 22 juin 1994

## Distribution
- Nick Nolte (VF : Jacques Frantz) : Pete Bell
- Mary McDonnell (VF : Marie Vincent) : Jenny
- J. T. Walsh (VF : Daniel Beretta) : Happy
- Ed O'Neill (VF : Philippe Peythieu) : Ed
- Bob Cousy (VF : Serge Lhorca) : Vic
- Shaquille O'Neal (VF : Emmanuel Jacomy) : Neon Boudeaux
- Alfre Woodard (VF : Martine Maximin) : Lavada McRae
- Anfernee Hardaway (VF : Emmanuel Curtil) : Butch McRae
- Anthony C. Hall (VF : Lionel Tua) : Tony
- Bill Cross (VF : Michel Fortin) : Freddy
- Kevin Benton (VF : Greg Germain) : Jack
- Marques Johnson (VF : Mostéfa Stiti) : Mel
- Matt Nover (en) (VF : Serge Faliu) : Ricky Roe
- Jim Beaver (VF : Jean-Pierre Moulin) : le père de Ricky
- Cylk Cozart (en) (VF : Lionel Henry) : Slick
- Robert Wuhl : Marty
- Louis Gossett Jr. (VF : Med Hondo) : Père Dawkins

Apparitions de célébrités du sport dans leur propre rôle
- Todd Donoho (VF : Jacques Bouanich)
- Rick Pitino
- Larry Bird (VF : Jean-François Kopf)
- George Raveling (VF : Robert Liensol)
- Bobby Knight (VF : Michel Lasorne)
- Dick Vitale (VF : Philippe Dumat)
- Jerry Tarkanian (VF : Pierre Baton)
- Jim Boeheim
- Kevin Garnett
- Allan Houston
- George Lynch

## Autour du film
Blue Chips est le premier film de Friedkin pour Paramount Pictures depuis 1977 avec Le Convoi de la peur. Friedkin admit plus tard que le film était faible au box office : "C'est difficile de capturer l'énergie d'un vrai match dans un film, un match a sa propre structure dramaturgique imprévisible et son propre suspence."